# ميخائيل بريان
ميخائيل بريان (بالإنجليزية: Michael Bryan)‏ (17 فبراير 1990 بلندن في المملكة المتحدة - ) هو لاعب كرة قدم بريطاني في مركز الوسط. شارك مع منتخب أيرلندا الشمالية تحت 19 سنة لكرة القدم ومنتخب أيرلندا الشمالية تحت 21 سنة لكرة القدم ومنتخب أيرلندا الشمالية لكرة القدم. أما مع النوادي، فقد لعب مع برادفورد سيتي ونادي واتفورد وBrackley Town F.C. ‏ وهامبتون أند ريتشموند بورو ونادي كوربي تاون وHendon F.C. ‏ وDaventry Town F.C. ‏ وHarrow Borough F.C. ‏.

## وصلات خارجية
- ميخائيل بريان على موقع قاعدة بيانات كرة القدم.إي يو (الإنجليزية)
- ميخائيل بريان على موقع ناشيونال فوتبول تيمز (الإنجليزية)
- ميخائيل بريان على موقع Soccerbase.com (لاعب) (الإنجليزية)